# Bản Khê
Bản Khê (tiếng Trung: 本溪市 bính âm: Běnxī shì, Hán-Việt: Bản Khê thị) là một địa cấp thị của tỉnh Liêu Ninh, Trung Quốc. Bản Khê có diện tích 8411,3 km2, dân số 937.805 người.

## Hành chính
Bản Khê được chia ra thành các đơn vị hành chính sau:
- Quận Bình Sơn (平山区)
- Quận Minh Sơn (明山区)
- Quận Khê Hồ (溪湖区)
- Quận Nam Phân (南芬区)
- huyện tự trị dân tộc Mãn Bản Khê (本溪满族自治县)
- huyện tự trị dân tộc Mãn Hoàn Nhân (桓仁满族自治县)